# Kozjaški govor
Kozjaški govor  je posebna oblika južnopohorskega narečja znotraj štajerske narečne skupine slovenskega jezika. Je najbolj severno od vseh narečij štajerske narečne skupine. Vsebuje tako značilnosti južnopohorskega narečja kot nekatere posebnosti koroških narečij. Območje kozjaškega govora obsega predvsem hribovje Kozjak severno od reke Drave, deloma pa se razprostira tudi na avstrijsko Štajersko, vključno s širšim področjem okoli Lučan.